# Xã Norway, Quận Turner, Nam Dakota
Xã Norway (tiếng Anh: Norway Township) là một xã thuộc quận Turner, tiểu bang Nam Dakota, Hoa Kỳ. Năm 2010, dân số của xã này là 184 người.